# ۲سی-جی
۲سی-جی (به انگلیسی: 2C-G) با فرمول شیمیایی C۱۲H۱۹NO۲ یک ترکیب شیمیایی با شناسه پاب‌کم ۲۲۲۳۸۰۹۱ است. که جرم مولی آن ۲۰۹٫۲۸ g/mol می‌باشد.